# 世宗大王級驅逐艦
世宗大王級驅逐艦（韓語：세종대왕급 구축함/世宗大王級 驅逐艦，KD-III）是大韓民國海軍第三階段研制的新型驅逐艦。目前韓國政府採購了3艘同級艦，分別由現代重工业和大宇建船及海洋工程集團建造，2007年5月25日首艦下水，並於2008年12月开始服役。

## 簡介
世宗大王級構建起源是韓國海軍計畫建立戰略機動艦隊，成為韓國正式邁向藍水海軍的重要里程碑，也就是後來在2010年組建的第七機動戰團，因此需要強大的投射能量與防衛平臺。
韓國海軍因此選上了美軍神盾驅逐艦作為母體，艦上採用防空系統為神盾戰鬥系統Baseline 7 Phase 1版本，整合了AN/SPY-1D雷達，操作裝備的電腦則是採英特爾X86的商規加固組件，軟體操作平台則在紅鷹Linux構下運作。但是在反潛、電戰系統上，韓國斟酌本國需求做出修改，艦體聲納使用了性能較差但適合淺海操作的中頻聲納與拖曳陣列聲納配套系統，水下戰鬥系統則委託美國洛克希德馬丁向挪威孔斯貝格公司引進南森級巡防艦的MSI-2005F水下戰鬥系統
，並整合南韓使用的聲納裝備及反潛魚雷，此戰鬥系統稱ASWCS-K；電戰裝置採用韓國開發的SLQ-200(V)K與法國授權生產的KDAGAIE MK2干擾彈發射器。

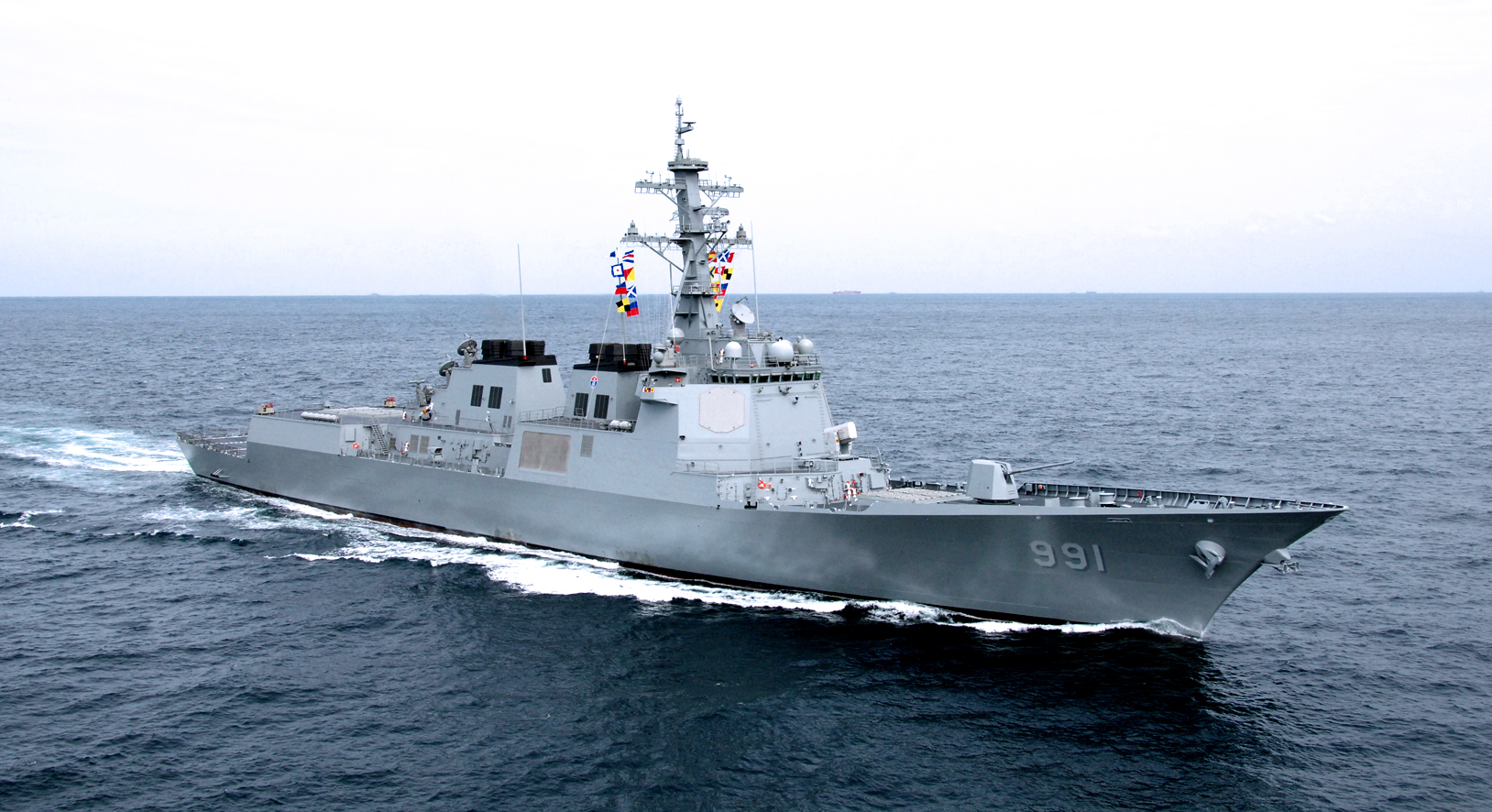
首航日
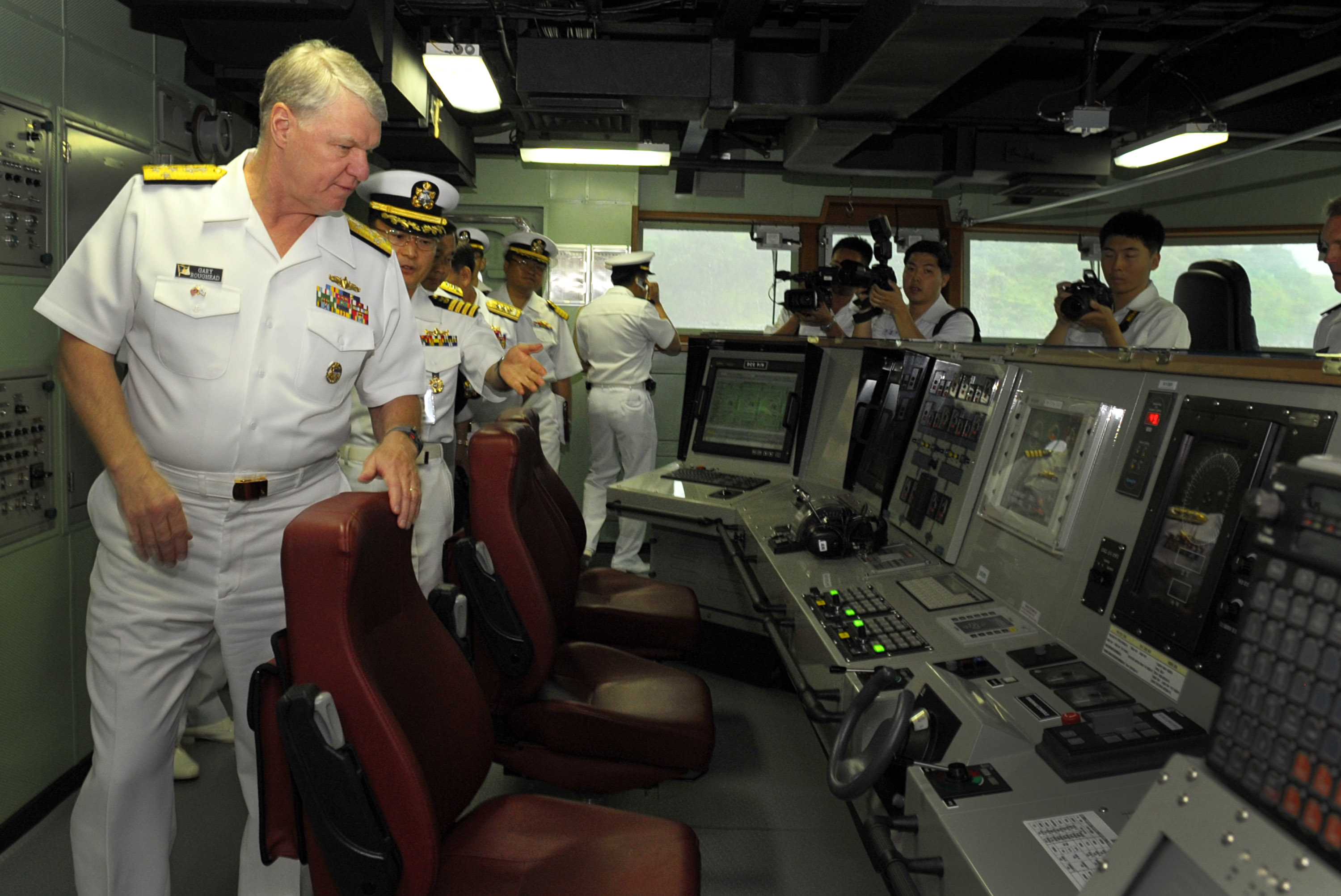
美軍參觀艦橋
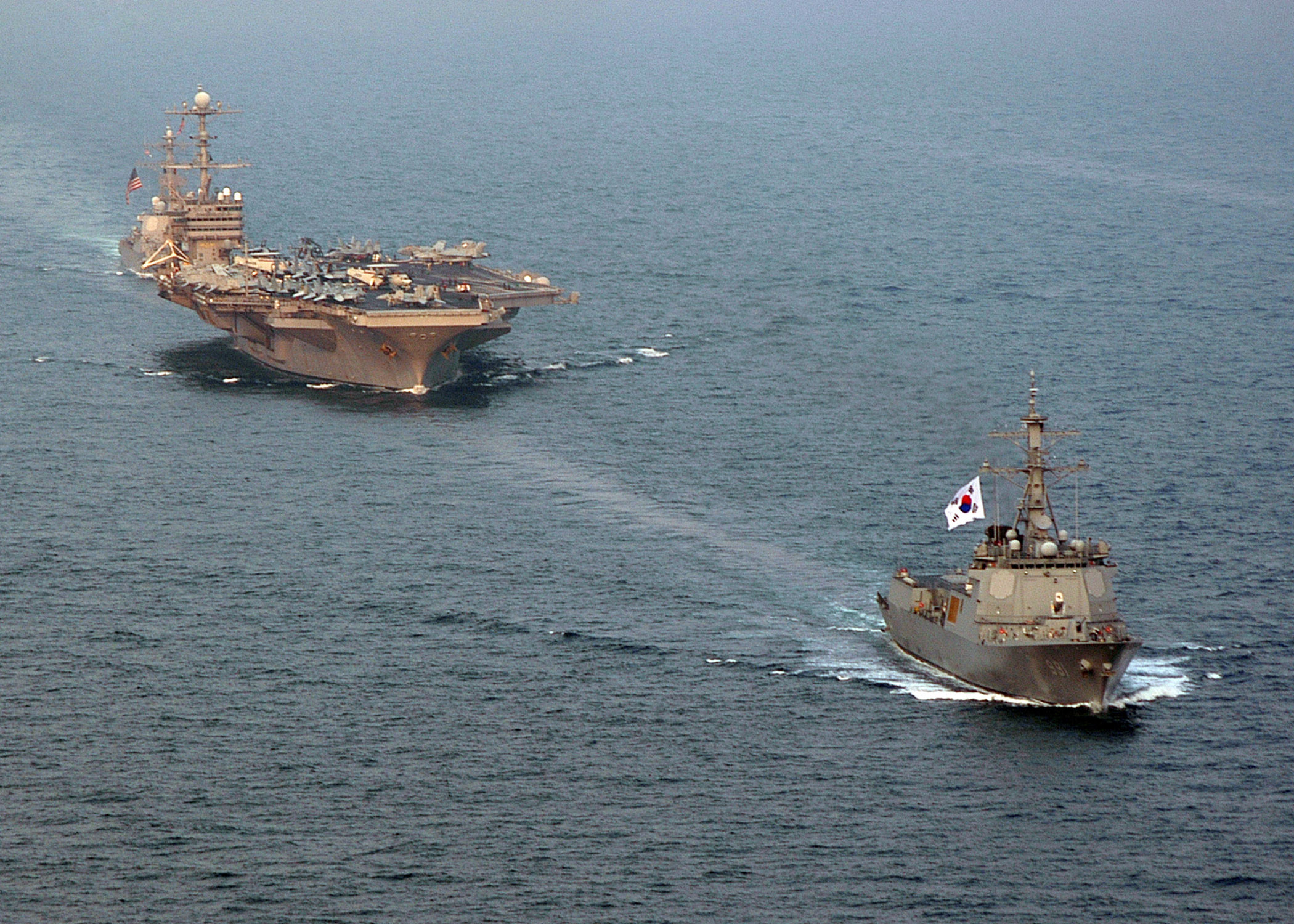
DDG 991與華盛頓號航母並行
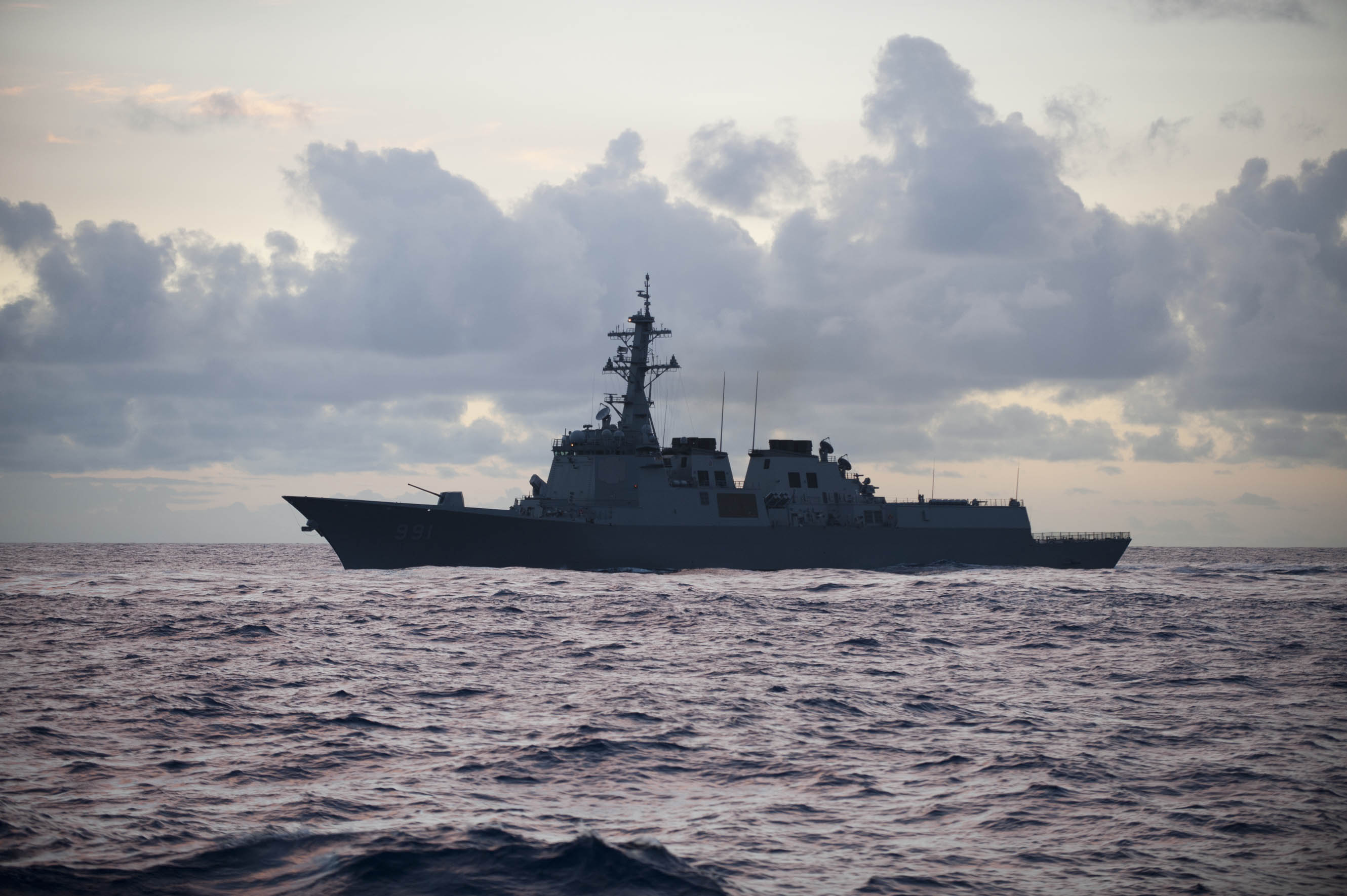
2010年DDG 991訪問夏威夷

## 同型艦
| 艦隻編號 | 艦名              | 下水日期       | 服役日期       | 建造商             |
| -------- | ----------------- | -------------- | -------------- | ------------------ |
| DDG-991  | 世宗大王號 （세종대왕）   | 2007年5月25日  | 2008年12月22日 | 現代重工業         |
| DDG-992  | 栗谷李珥號 （）   | 2008年11月14日 | 2010年8月31日  | 大宇建船及海洋工程 |
| DDG-993  | 西厓柳成龍號 （서애류성룡） | 2011年3月24日  | 2012年8月30日  | 現代重工           |

## 關聯項目

### 相关
- 大韓民國海軍
- 忠武公李舜臣級驅逐艦
- 廣開土大王級驅逐艦

### 类似舰型
- 美国 阿利伯克級驅逐艦
- 日本 摩耶级护卫舰
- 日本 愛宕型護衛艦
- 日本 金刚级驱逐舰
- 中国 052D型驅逐艦
- 中国 055型驅逐艦